# Laura Van den Broeck
Laura Van den Broeck is een Vlaams voedingscoach, radiopresentatrice en auteur.

## Voeding en levensstijl
In 2018 nam ze deel aan het tv-kookprogramma Komen Eten op VIER tijdens een week over gezonde voeding. Ze won die week. Na haar deelname werd ze door een uitgeverij gevraagd om een kookboek uit te brengen. Dat resulteerde in drie kook- en workoutboeken bij Uitgeverij Vrijdag.

## Media
Van den Broeck presenteerde van september 2020 tot en met juni 2021 de ochtendshow op TOPradio. Ze presenteerde elke weekdag TOPstart, samen met Geert Demeyere. In het najaar van 2021 verhuisde ze naar het middagblok, samen met Bram Vanhee.
Eerder was ze te zien op MTV en JimTV.

## Missverkiezing
Van den Broeck was actief als model. In 2011 deed Van den Broeck mee aan de verkiezing voor Miss Oost-Vlaanderen 2012, een opstap om Miss België te kunnen worden.